# Kinesisk abelia
Kinesisk abelia (Abelia chinensis) är en buske inom växtsläktet Abelia och familjen kaprifolväxter. Den kinesiska abelian är en av de mest köldtåliga arterna inom släktet. Den har rödaktiga stammar och blanka små blad som blir rödbruna innan lövfällning. 

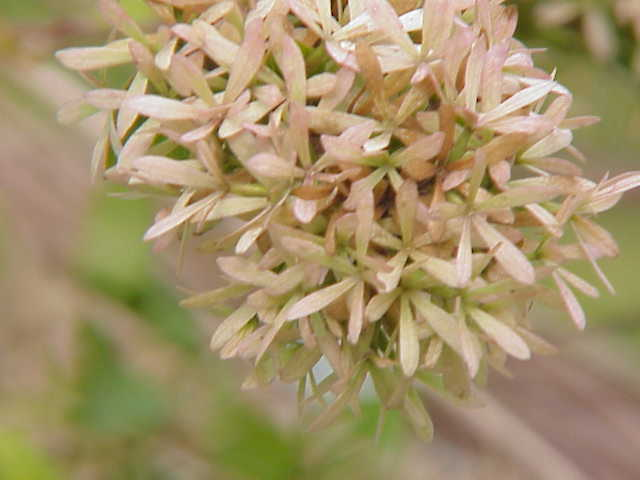
Foderblad

Dess klasbildande blommor är trattformade, vita och dess rosa foderblad sitter kvar lång tid efter blomning.
Denna arts ursprungsland är Kina, men den går utmärkt att odla från zon 8 till 10 i hela världen.